# بن رود (لاشار)
بن رود، روستایی در دهستان تنگ سرحه بخش پیپ شهرستان لاشار در استان سیستان و بلوچستان ایران است.

## پیشینه
روستای بن رود،روستایی با بیش از دو و سه سده قدمت و خیلی قدیمی تر از روستاهای اطراف خود می باشد.

## شغل
این روستا دارای سه نخلستان،که دو تا از آنها قنات و یک چشمه هست مردم روستا جهت تامین نیازهای خود و درامدشان مشغول به کشاورزی، دامداری و صنایع دستی (سوزن دوزی و حصیر بافی) هستند.
روستای بن رود از قدمت و جمعیت بالا و پتانسیل های بیشتری نسبت به روستاهای اطراف دارد.

## جاذبه های گردشگری
این روستا دارای جاذبه های طبیعی و گردشگری زیادی می باشد. از جاذبه های طبیعی و گردشگری آن می‌توان از رودخانه های فصلی رخشان، مدهان و پیران خونی  که همیشه سرسبز هستند،کوه های بلند علی‌الخصوص کوه سیاه در شمال روستا که دارای حیواناتی نظیر بز کوهی، آهو و دیگر حیواناتی که در این کوه زندگی می‌کنند و نخلستانها و قنات های این روستا نام برد.
و با پیگیری‌های سرکار خانم مبارکی فرماندار انقلابی و بومی شهرستان لاشار و ریاست محترم اداره راه و ترابری شهرستان ان شاءالله به زودی در سال ۱۴۰۱ جاده‌ی روستا از مسیر گسک به بن‌رود بازگشایی خواهد شد و با همکاری دیگر مسولان توانمند و پیگیری های مستمر فرماندار انقلابی در آینده‌ای نه چندان دور شاهد پیشرفت‌های مختلفی در شهرستان لاشار علی‌الخصوص روستاهای عشایری خواهیم بود.

## جمعیت
بر پایه سرشماری عمومی نفوس و مسکن در سال ۱۳۹۵ ، جمعیت این روستا برابر با ۳۸۹ نفر (۸۳ خانوار) بوده‌است.